# Vreemd speenkruid
Vreemd speenkruid (Ficaria ambigua, synoniemen: Ficaria verna subsp. fertilis, Ficaria verna subsp. ficariiformis, Ficaria verna subsp. grandiflora, Ranunculus ficaria subsp. fertilis, Ranunculus ficaria subsp. ficaria) is een vaste plant, die behoort tot de ranonkelfamilie (Ranunculaceae). Het areaal omvat Ierland, het U.K., Spanje en Noord-Denemarken, Sardinië en Italië. De verspreiding in Frankrijk is onvoldoende bekend en in België is deze ondersoort waarschijnlijk verwilderd. In Nederland groeit deze ondersoort hier en daar in een stinzenmilieu. Het aantal chromosomen is 2n = 16. Ficaria verna subsp. ficariiformis heeft 2n = 32 chromosomen en wordt door sommige botanici als een aparte ondersoort beschouwd met als synoniem Ficaria verna subsp. grandiflora.

## Bloei en vrucht
De soort bloeit vanaf maart tot in mei. De gele bloemen zijn 2-5 cm groot en hebben 8-12, brede, elkaar met de randen bedekkende, 10-20 mm lange en 4-9 mm brede kroonbladen. De vrucht is een 2,5-3,5 mm lang en 1,7-2,2 mm breed nootje dat met korte haren is bedekt.

## Voorkomen
Vreemd speenkruid is vergeleken bij gewoon speenkruid relatief fors en tijdens de bloei rechtopstaand. De holle stengel is liggend of rechtopstaand en wordt 5-30 cm hoog. De glanzende rondachtige tot hart- of niervormige bladeren hebben een lange bladsteel en zijn soms hoekig handvormig met gave tot bochtig gekartelde rand. De plant heeft geen okselknolletjes. De wortels zijn voor een deel spoelvormig of knotsvormig verdikt. 

## Standplaats
De plant prefereert zonnige tot beschaduwde, stikstofrijke, zwak zure tot zwak basische, vochtige tot vrij natte, matig voedselrijke tot voedselrijke bodems, vaak lemige tot licht kleiige grond. Ze groeit in loof- en rivier begeleidende loofbossen, in bronnetjes- en beekdalbossen, in helling- en binnenduinbossen, in parkbossen en bosranden, in heggen en bermen, aan allerlei waterkanten en in greppels. Verder in tuinen en plantsoenen, in allerlei graslanden, beschaduwde gazons en aan de voet van kleiige dijken.

## Afbeeldingen

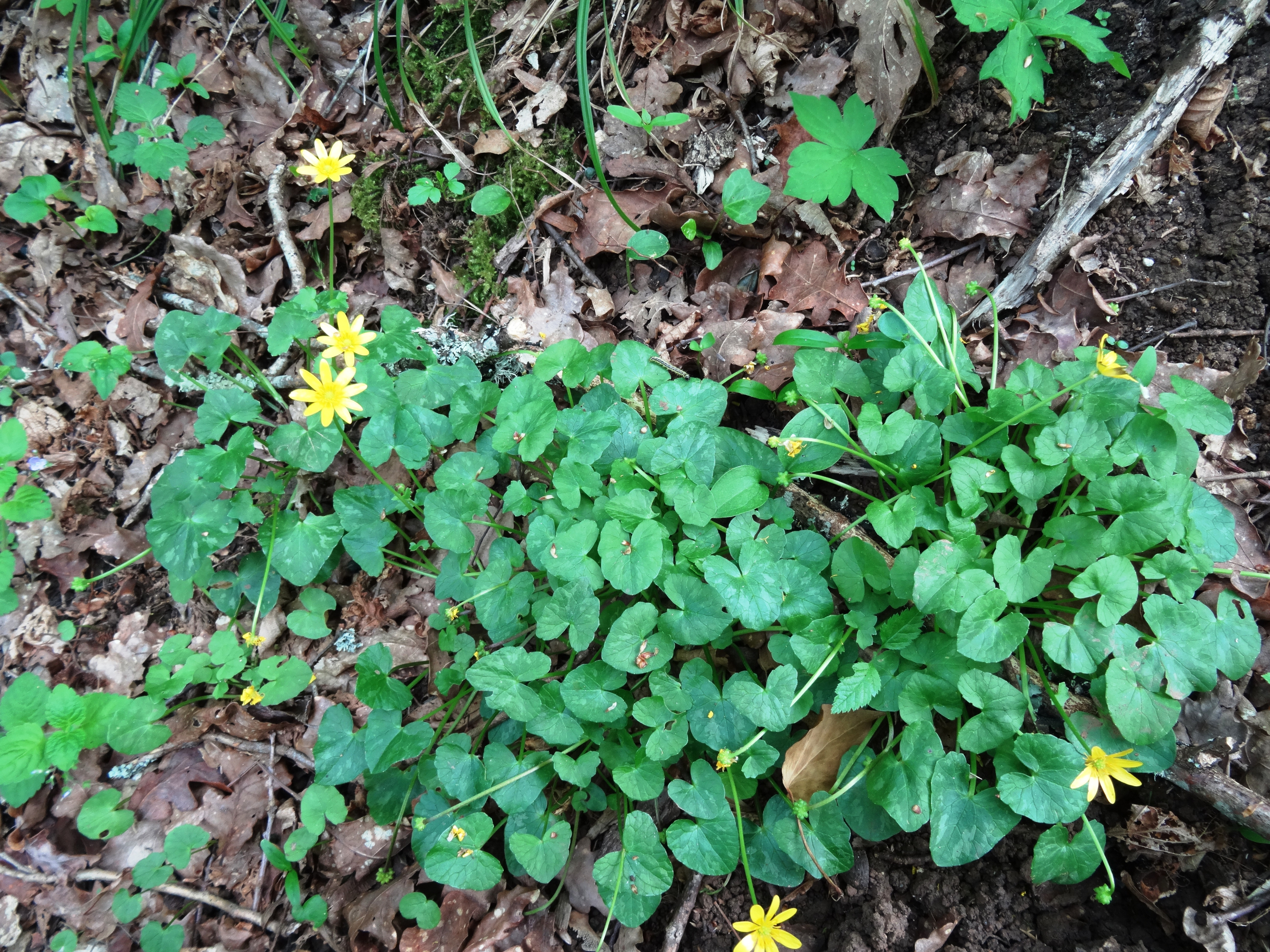
plant
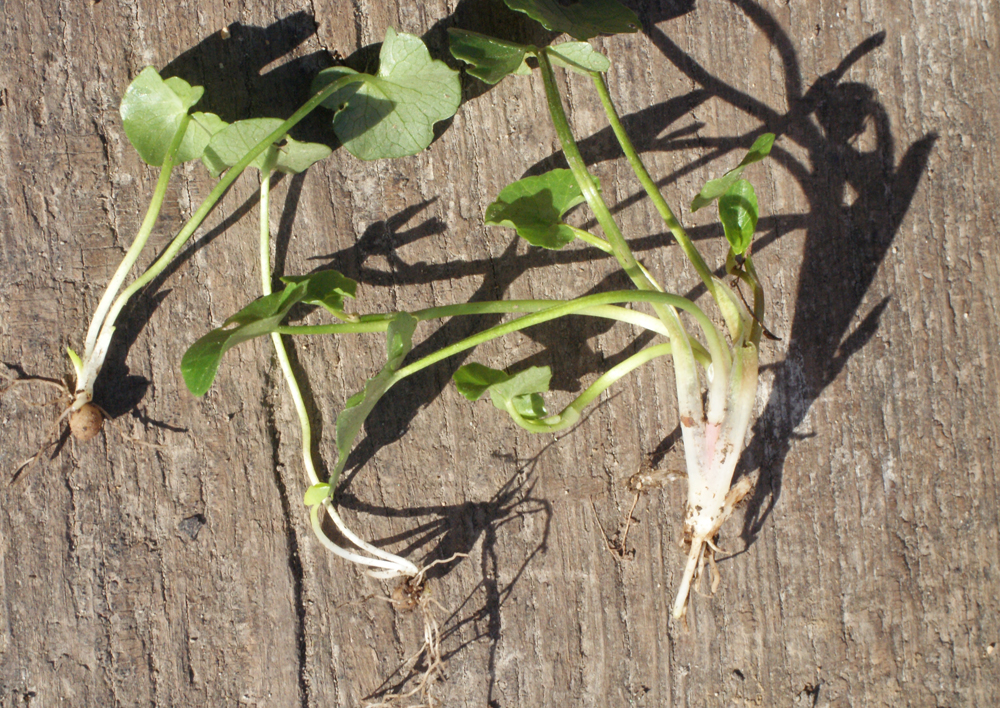
Plant met knolletje
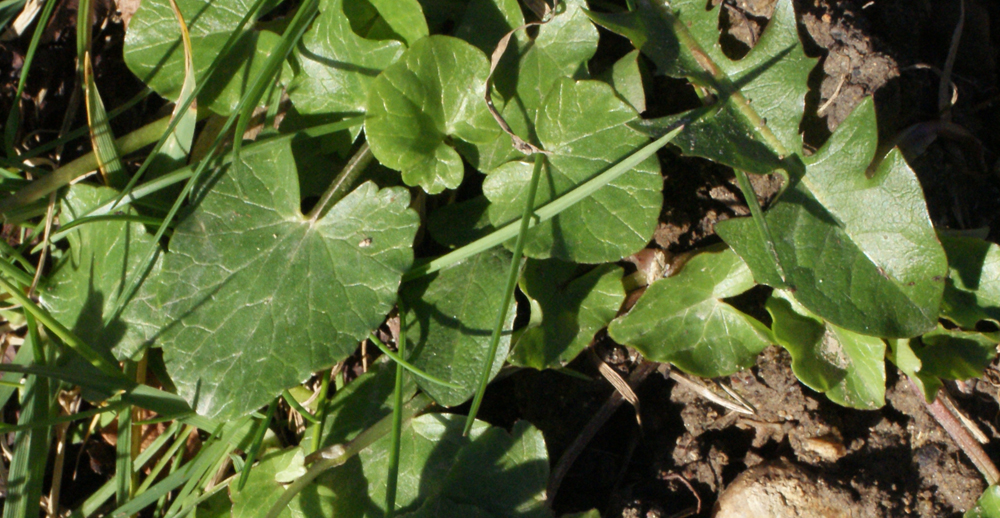
Blad